# Інформаційна екологія
Інформаційна екологія (англ. Informaion ecology) -розділ Екології людини, в якому досліджуються ефекти впливу інформації на формування та функціонування біосистем, включаючи людину, спільноти людей та людства в цілому а також на здоров'я, психологічний та соціальний добробут людини. В ньому розробляється методологія для вдосконалення інформаційного середовища Предметом досліджень є, як позитивні, так і негативні наслідки розвитку інформаційних технологій.
Зміни в суспільстві, зумовлені розвитком наприкінці XX та на початку XXI століть інформаційних технологій та технологій в різних галузях виробничої діяльності, виявилися настільки радикальними, що зараз мова йде про формування людського суспільства нового типу. Термінологічно це знаходить відображення в наборі понять, що використовуються для характеристики сучасного історичного періоду розвитку суспільства: цифрова епоха, інформаційна ера, епоха знань, інформаційне суспільство та ін. В усіх цих визначеннях є спільна риса — домінуючим засобом комунікації в новому суспільстві є Інтернет. «Будь-який новий домінуючий засіб комунікації веде до нової інформаційної екології в суспільстві, яка неминуче змінює спосіб розподілу ідей, почуттів, багатства, влади і впливу, а також спосіб прийняття колективних рішень»..
Зміни, викликані впровадженням інформаційних технологій, це не лише зміни в тому «що» та «як» ми робимо, але це також суттєві зміни в оцінці «хто ми». В загальній проблематиці інформаційної екології одним із основних джерел формування і оновлення проблем є той факт, що числові технології змінюються швидше ніж людина старіє.
Для більш глибокого розуміння революційних змін, що привносять з собою інформаційні технології, і для розуміння самої сутності поняття інформаційні технології, слід взяти до уваги зауваження М. Кастельса. Говорячи про інформаційні технології він вказав на необхідність включати в якості фундаментальної складової в них генетичну інженерію, оскільки вона стосується декодування та можливого перепрограмування кодів інформації, що містяться в живому. «Справді, взаємодія між інформаційними технологіями, заснованими на мікроелектроніці, та генетично заснованими інформаційними технологіями є найбільш фундаментальним рубежем науки та техніки в 21 столітті»

## Загальна характеристика проблематики
Поширення новітніх технологій призвело до зміни поведінки людей у взаємодії з навколишнім світом та у відношеннях між собою. Ці зміни можна розглянути в трьох аспектах.

### Становлення і розвиток інтернету
Згідно з позицією Ал Гора (Al Gore) сучасний стан інформаційної екосистеми є наслідком трьох визначних технологічних змін в історії людства. Перша інформаційна революція пов'язана з винаходом друкарського верстату Йоганом Гутенбергом. Започаткована ним епоха друку визначала інформаційний обмін в суспільстві до середини XX століття, коли визначальними факторами в формуванні інформаційного середовища стали радіо та телебачення. останнє десятиліття XX століття можна прийняти, як час початку формування нової інформаційної епохи Інтернет з високими швидкостями обміну інформацією та її доступністю для значної частини людства. Зараз (лютий 2021) майже 5 мільярдів людей мають доступ до Інтернет. Ця цифра постійно змінюється. Вражаючу динаміку змін в різних аспектах інформаційної екосистеми можна відслідковувати в реальному часі на сайті Internet Live State (https://www.internetlivestats.com/ [Архівовано 14 лютого 2021 у Wayback Machine.]).

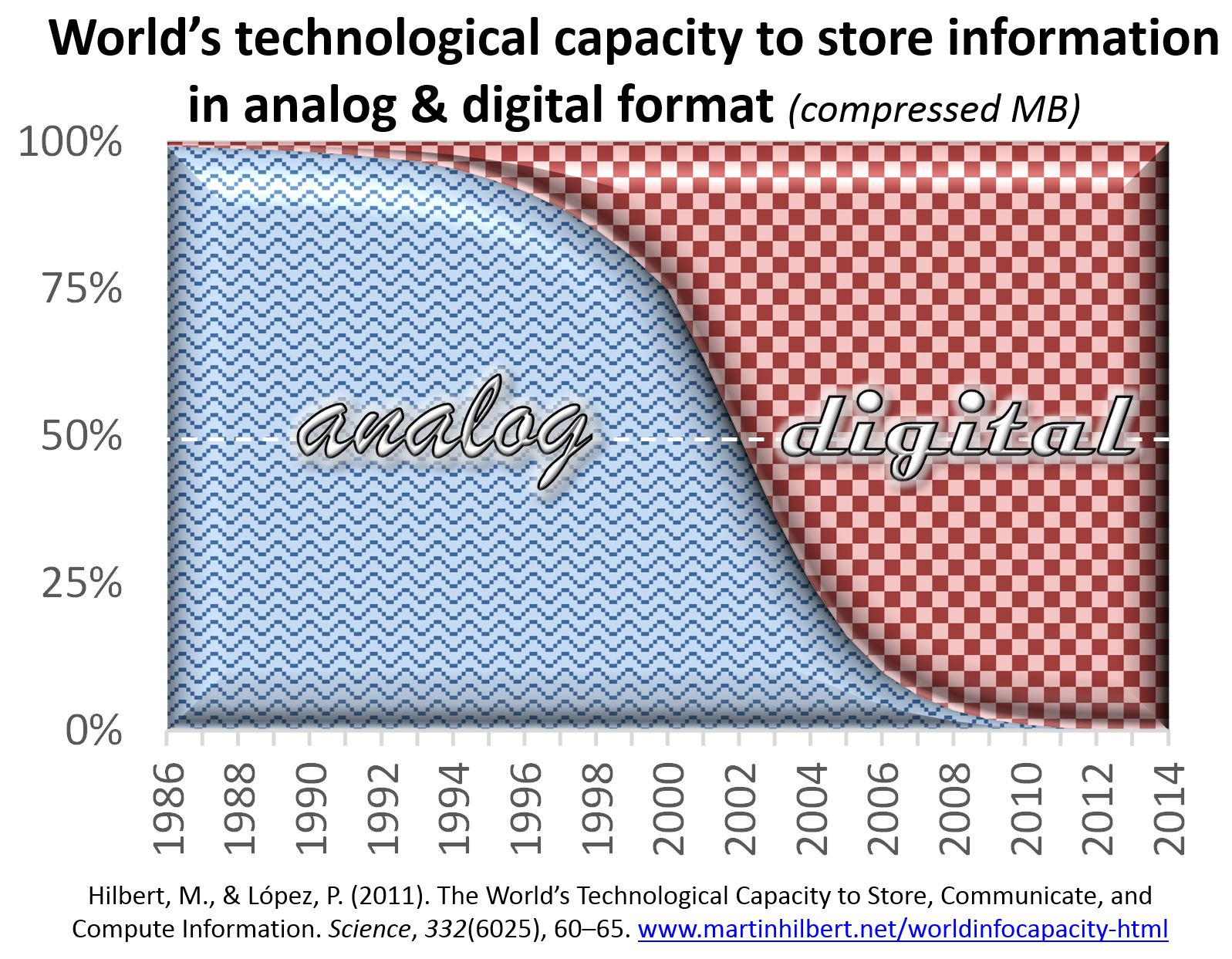
Hilbert & López (2011). The World's Technological Capacity to Store, Communicate, and Compute Information. Science, 332(6025), 60–65. https://science.sciencemag.org/content/sci/332/6025/60.full.pdf

Ролі Інтернет в сучасному суспільстві присвячено величезну кількість публікацій. Одна з найпопулярніших належить М. Кастельсу. Можливо найбільш характерною рисою для них є те, шо мова завжди йде не лише про сьогодення, дослідники завжди зупиняються не певних прогнозах подальшого його розвитку. Характерним є висловлювання авторів (керівних співробітників корпорації Google): «Інтернет є одним із небагатьох винаходів, що їх людина не до кінця розуміє. Те, що спочатку було засобом електронної передачі інформації між двома комп'ютерами завбільшки з кімнату, перетворилося на всюдисущий і багатогранний засіб для реалізації людської енергії та для самовираження. Він невловимий і без упину змінюється, щосекунди стаючи все більшим і складнішим. Це джерело колосального добра і страхітливого зла, і ми маємо тепер бачити перші наслідки його впливу на світ.

### Впровадження цифрових технологій
В цьому процесі є два аспекти. Для його характеристики в англомовній літературі існує два терміни digitization (Оцифровування) та digitalization, який, власне, і вказує на використання цифрових технологій в усіх сферах людської діяльності. Цей англомовний термін в українській транскрипції (диджиталізація) починає використовуватися в україномовній літературі з інформаційних технологій (див Оцифровування). Приведений рисунок дає нагляду картину результату діяльності в різних країнах світу, спрямованої на оцифровування наявної інформації в усіх галузях людської діяльності. Така робота є необхідним елементом підготовки суспільства для широкого використання цифрових технологій (диджитилізації).

### Цифрова нерівність- специфічна соціальна проблема цифрової епохи
Проблема виникла в зв'язку з відсутністю доступу до засобів швидкісної електронної комунікації у значної частки населення землі. За даними ООН на середину 2020 року (див. населення Землі) чисельність населення становила близько 7,8 мільярда осіб. На середину лютого 2021 року доступ до Інтернет мали близько 4,8 млрд людей.

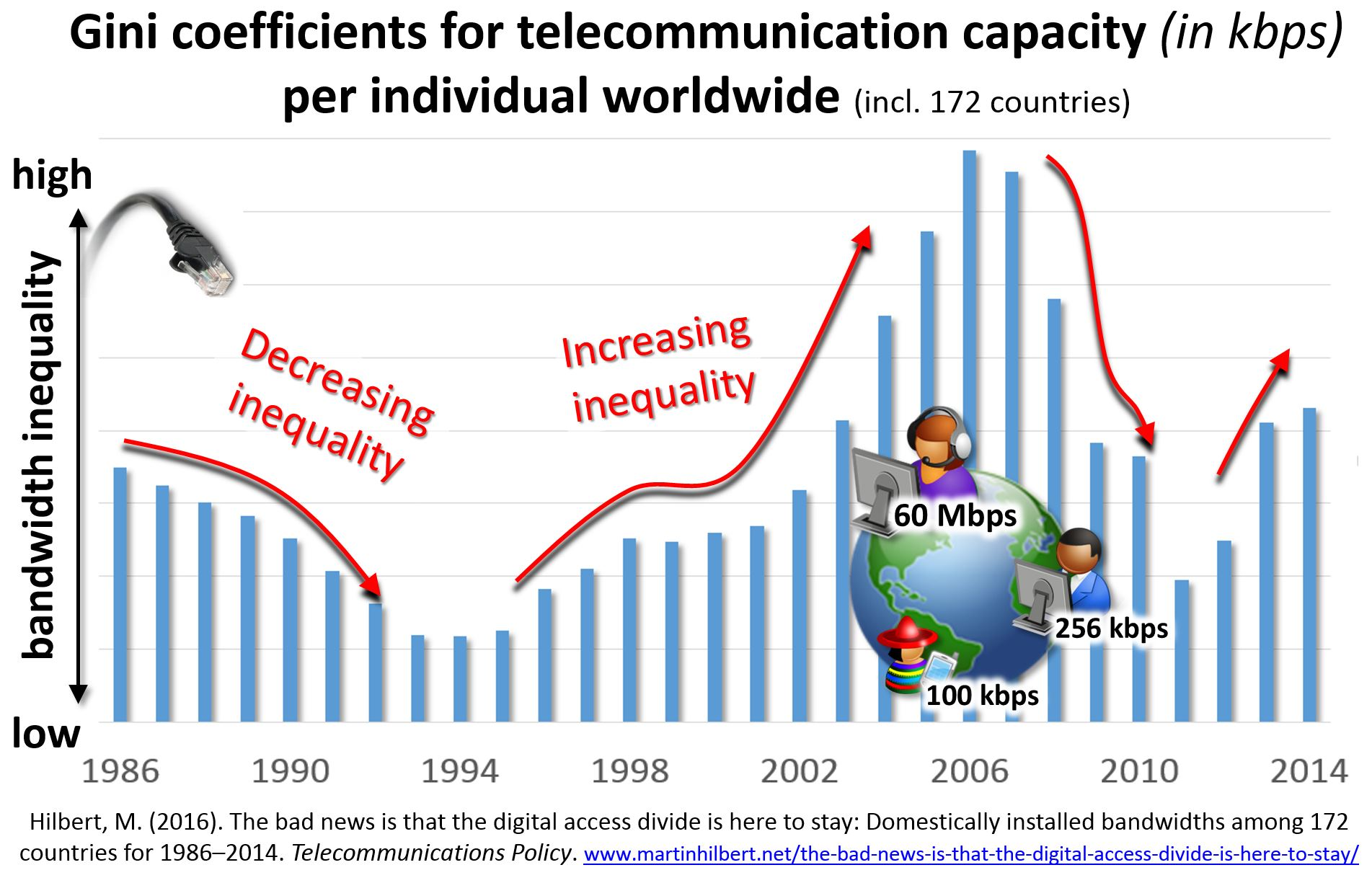
Зміна в часі коефіцієнту, що характеризує цифрову нерівність

Ці цифри не достатньо повно характеризують ситуацію. Говорячи про доступ до інформаційних технологій слід враховувати не лише потенційну можливість підключити комп'ютер до мережі, але також загальне технічне забезпечення суспільства та рівень комп'ютерної грамотності населення. Автор роботи розглянув різні кількісні оцінки цифрової нерівності. Для порівняння можливостей різних країн використано такий показник, як пропускна здатність технічних засобів інформаційних систем (kbps= Кбіт/с), пронормована через обчислення коефіцієнту Джині, який часто використовується для оцінки показника майнової нерівності. Систематизовані дані для 172 країн представлено на рисунку. Характерною особливістю зміни характеристики цифрової нерівності за тридцятирічний період є не монотонність. Роки зростання нерівності співпадають з роками важливих технологічних інновацій, впровадження яких в країнах, що розвиваються, відбувається з затримкою. Історично склалося так, що дуже мала група країн домінує у глобальній інформаційній системі. Країни, що входять у топ-3 (Китай, США і Японія), зазвичай охоплюють частку технічних потужностей близько 40–45 %, але за останні роки розширили свій вплив до 50 %. 2014 року лише три названі країни надають глобально встановлений потенціал пропускної здатності для кожного другого телекомунікаційного біта інформації.

## Інформатизація різних сфер діяльності

### Зміни на ринку праці
Становлення та розвиток інформаційного суспільства супроводжується значними, часто революційними, змінами в світі праці. Постійно змінюються вимоги до якості та професійних навичок робітника. З'являються професії, які важко було собі уявити ще десятиліття тому. Зміни характеру і змісту роботи в деяких галузях проходять так швидко, що основною якістю робітника стає здатність швидко і постійно вчитися.
Якісні зміни в структурі вимог до кваліфікації та навичок робочої сили в інформаційному суспільстві вимагають перегляду системи організації освіти в усіх ланках. Підвищення  вимог до рівня наукової грамотності відобразилося, перш  за все,  в організації освіти в природничих науках, інформатиці та математиці. В 2001 році в США було сформульовано назву вимог до нової форми освіти в вигляді абревіатури  
STEM (S-наука, T-технології, E-інженерія, M-математика). В рамках нового типу навчального процесу змінюється форма роботи вчителя і учня. В роботі учня акцент зміщується на напрацювання навичок самостійної роботи над завданням. Втручання вчителя відбувається лише коли учні вже вичерпують ідеї для самостійної роботи. Детально особливості навчального процесу викладено в . Основна задача навчання - формування самостійного креативного та критичного мислення. Подібні зміни в навчальному процесі спостерігаються зараз по всьому світу. Деякі українські аспекти проблеми висвітлюються в ,.
Нові технології змінять мільйони робочих місць.Деякі робочі місця дуже вразливі до автоматизації.
Роботи, які найбільше піддаються автоматизації здаються такими, що вимагають відносно низького рівня формальної освіти, тими, які не передбачають відносно складної соціальної взаємодії.Технології також створюють нові робочі місця. Очікується зростання нових робочих місць, пов'язаних із розробкою, обслуговуванням та модернізацією технологій штучного інтелекту  та інфраструктур великих даних. Проблемою є те, що підготовка таких фахівців вимагає значних зусиль і часу але важко заздалегідь знати, скільки таких робочих місць буде створено і в яких секторах вони з’являться. Очікується, що до 2030 року в Європейському Союзі найбільше зросте кількість робочих місць, які вимагають вищої освіти, інтенсивного використання соціальних та інтерпретаційних навичок та принаймні базових знань з Інформаційно-комп'ютерних технологій.. Цифрові технології не просто створюють і руйнують робочі місця: вони також змінюють те, що люди роблять на роботі, і як вони це роблять.

### Державне управління
Перелік видів діяльності державних органів приведено в статті державне управління. Практично в усіх видах діяльності впровадження інформаційних технологій потенційно забезпечує можливість підвищення ефективності діяльності урядових структур та відкриває принципово нові можливості взаємодії населення з державними органами. Конкретні кроки по впровадженню інформаційних технологій в державне управління в Україні представлено в двох статтях української Вікіпедії електронний уряд та електронне урядування. Практична ефективність діяльності інформатизованих урядових структур передбачає оцифровування величезних об'ємів інформації в урядових базах даних та диджиталізацію всіх сфер суспільного життя. Особливо велике значення має рівень комп'ютерної (інформаційної) грамотності населення.
Певні зміни в характері та об'ємах використання інформаційних технологій ставлять питання про відповідне пристосування процедур і методів електронного урядування. Оскільки в зараз все більшу вагу в організації інформаційних потоків набувають мобільні пристрої то відповідно виникла ідея м-уряду (мобільного уряду). m-уряд буде додатком до е-уряду, однак справжня його важливість буде виявлятися в наявності тих послуг, які можливі лише за допомогою бездротової та мобільної інфраструктури.

### Освіта
При оцінці ролі інформаційних технологій в розвитку освіти, перш за все, слід вказати на реалізацію такого грандіозного освітнього проєкту, як створення української Вікіпедії. Реалізація проєкту «Українська вікіпедія» зумовила створення в України специфічної атмосфери в процесах навчання та поширення знань. З одного боку користувач (будь яка людина на планеті) одержує безкоштовно доступ до великого об'єму освітньої інформації. І це в той час, коли доступ до значних обсягів наукової інформації є платним. З іншого боку, в країні формується велика спільнота авторів, що безоплатно працюють над створенням та покращенням змісту статей. На сьогодні українська Вікіпедія не позбавлена недоліків. Деякі статті вимагають покращення. Однак з більш ніж мільйоном статей вона є визначальним фактором в науково-освітньому полі сучасної України. Широке використання в статтях Вікіпедії зображень, кольору, звуку, відеоматеріалів розширює можливості автора для подання матеріалу та полегшує читачеві його сприйняття.
Інтеграція знань в енциклопедичних виданнях завжди була визначною подією в суспільстві. Такі видання часто були стимулом соціального прогресу. Існування інформаційних технологій призвело до революційних змін в енциклопедичній справі. Навіть найстаріша консервативна Encyclopædia Britannica своїм 15 виданням в 2010 році завершила 244 річну історію друкованих видань. Зараз ця енциклопедія представлена в електронному виданні.
Суттєвий вплив інформаційних технологій на шкільне навчання зумовлено наявною вже сьогодні можливістю використання електронних підручників. На сучасному етапі технічного озброєння рядового школяра вчителі вбачають певні негативні аспекти в використанні таких підручників. Розуміння невідповідності традиційних методик шкільної і вищої освіти характерно для всіх країн, що живуть в умовах інформаційної революції. В Україні проблеми шкільної освіти визначені, наприклад в Урядовому Кур'єрі; «За експертними оцінками, найбільш успішними на ринку праці в найближчій перспективі будуть фахівці, які вміють навчатися впродовж життя, критично мислити, ставити цілі та досягати їх, працювати в команді, спілкуватися в багатокультурному середовищі та володіти іншими сучасними вміннями. Але українська школа не готує до цього.».
Значно вагомішим виявився внесок новітніх інформаційних технологій, як в шкільну, так і в вищу освіту, пов'язаний з розвитком технологій дистанційного навчання. Саме ці технології дали можливість продовжити навчання в умовах суворого карантину, запровадженого в зв'язку з пандемією COVID-19. Якщо для шкільної освіти перехід в онлайн режим був вимушеним, то в вищій школі розвиток онлайн технологій розпочався задовго до початку пандемії. Так 7 квітня 2021 року уже своє двадцятиріччя відсвяткував започаткований в Массачусетському технологічному інституті (МІТ)проект, що передбачав представлення в Інтернет лекційних курсів, що читаються викладачами інституту (MITOPENCOURSEWARE). Ювілейний рік відзначено представленням більш ніж 2500 курсів, зі змістом яких до цього часу знайомилися більше 500 мільйонів слухачів з усього світу. Лекції представлені по різному. Частина з них не має відео супроводу. Але всі мають тексти і питання для самоконтролю.
Подальша реалізація ідеї онлайнового навчання здійснена в спільному проекті МІТ та Гарвардського університету edX. Зараз до цього проекту приєдналося більше 160 університетів в усьому світі. На середину квітня 2021 року послугами системи користуються більше 520 тисяч студентів. Окрім названих, зараз функціонують декілька десятків платформ для дистанційного навчання. Перелік кращих (за рейтингом Гугла) платформ приведено в https://sites.google.com/site/videoblocksreview/online-learning-platforms [Архівовано 22 лютого 2021 у Wayback Machine.]. Навчання з використанням всіх платформ в цьому списку не є безкоштовним, хоча для багатьох курсів ціна є символічною. Певним винятком є запропоноване на платформі Coursera навчання для одержання ступеня магістра з вартістю курса до 25 тисяч доларів.
Перші успіхи онлайн освіти були вражаючі. На курс зі Штучного Інтелекту професорів Стенфордського університету С. Еруна та П. Норвіка в 2011 році зареєструвалося 160000 слухачів в усьому світі (http://desarrolloweb.dlsi.ua.es/moocs/brief-history-moocs [Архівовано 13 квітня 2021 у Wayback Machine.]). Проведене опитування більш ніж тисячі експертів в 2012 році стало основою для прогнозу розвитку університетів до 2020 року: «До 2020 року вища освіта буде зовсім не схожа на сучасну. Масове запровадження телеконференцій та дистанційного навчання для залучення експертних ресурсів. Значна кількість навчальних заходів перейде до індивідуалізованих підходів. Відбудеться перехід до «гібридних» класів, які поєднують компоненти онлайн-навчання з менш частими особистими зустрічами в університеті. Більшість університетів при оцінці навчання враховуватимуть більш індивідуально орієнтовані результати та можливості, які мають значення для оволодіння предметом. Вимоги до випуску будуть значно зміщені до індивідуальних результатів». Пандемія коронавірусу значно прискорила трансформацію освіти. Після пандемії університет уже не повернеться до того, яким він був ше десять років тому (в 2010 році).

### Наука
При аналізі впливу інформаційних технологій на науку перш за все слід відзначити принципово нові засоби одержання знань з використанням комп'ютера. Зі зростанням потужностей комп'ютерів стало можливим організувати експериментальне дослідження складних процесів в різних галузях наук з допомогою математичних моделей, які реалізуються на комп'ютері. Як визнання широких можливостей таких підходів є поява такого терміну, як In silico. Традиційно, до появи комп'ютерів в наукових дослідженнях використовувались три основні методики, що визначались термінами In vivo(експерименти з живими тканинами чи організмами), In vitro(експерименти у склі, в пробірці) та In situ (дослідження на місці події). Термін In silico не має коренів в латині, а, по суті, вказує на ключову роль комп'ютера, побудованого на кремнієвих елементах. Метод особливо популярний в біологічних та медичних дослідженнях. З 1998 року видається науковий журнал In Silico Biology (https://www.insilicobiologyjournal.com/contents/ [Архівовано 13 серпня 2020 у Wayback Machine.]). Методи комп'ютерного моделювання ефективно використовувались при проведенні досліджень по створенню вакцини проти коронавірусу.
Використання комп'ютерів суттєво змінило обличчя практично всіх дисциплін сучасної науки. Комп'ютер виявився тим інструментом, який дозволив реалізувати з допомогою математичних моделей пошук і аналіз тих процесів. Аналіз яких раніше був неможливим. З'явилися десятки наукових журналів зі словом комп'ютер в назві, таких як Комп'ютерна гідромеханіка(Computr Flud Mechnics), Комп'ютерна фізика(Computer Physics) та інші. Зараз лише видавництво Шпрингер (Springer) видає 136 наукових журналів під рубрикою Computer Science (https://www.springer.com/gp/computer-science/all-journals-in-computer-science).Реалізовані%5Bнедоступне+посилання%5D на комп'ютері математичні моделі збагатили людство рядом видатних результатів. Серед них можна вказати розшифровку геному людини, відкриття бозону Хіггса. Видатним досягненням в біології є побудова математичної моделі живої клітини, яка дає можливість вивчати процеси формування фенотипу при заданому генотипі. В математиці з допомогою комп'ютера доведено теореми, які не вдалося довести класичним способом (див. Проблема чотирьох фарб). Важливе світоглядне значення мають результати, одержані з допомогою комп'ютерів в теорії динамічних систем. Було встановлено принципову можливість стохатизації поведінки строго детермінованих динамічних систем і створено теорію детермінованого хаосу.
Як вказувалось раніше, застосування інформаційних технологій може мати і негативні наслідки. Що стосується науки, то тут, перш за все, слід вказати на значне зростання в останню чверть XX cnjksnnz фактів обману в науці. Деякі характерні форми обману та коротка історія розвитку явища в США представлена в статті Д. Гудстейна «Обман у науці« (http://morphology.dp.ua/_pub/sno/metodology/met02.pdf [Архівовано 14 січня 2020 у Wayback Machine.]). Цьому автору належить також ґрунтовна монографія <. Різні форми негативних явищ в науці (див Академічна доброчесність.
Відносно часті випадки обману та недоброчесності в науці та їх широке громадське обговорення зумовлюють появу такого незвичайного для епохи знань явища, як недовіра суспільства до науки. Частково це явище можна пояснити наявність випадків обману, але більш глибокий аналіз має базуватися на тому, що крім визначення сучасної епохи, як епохи знань, паралельно існує визначення — «епоха пост правди» (див. Політика постправди), коли емоції та вірування мають більшу вагу при оцінці тверджень ніж усталені факти. Саме зловживанням здоровим глуздом можна пояснити те, що часто нашу епоху називають епохою дезінформації (Див. Дезінформування). В суспільстві поширюються антинаукові переконання — віра в будинки з привидами, недовіра до процедур вакціонування, популярність нетрадиційної медицини, недовіра до генної інженерії та багато інших хибних вір, що шкодить при вирішенні нагальних проблем суспільного життя. В зв'язку з цим однією із найважливіших задач сучасної науки є повернення довіри суспільства до її результатів.

### Охорона здоров'я
«Ніщо в медицині ніколи не стає легким, і весь інтелект у світі, штучний чи ні, цього не змінить». Джейсон Мур, директор Інституту біомедичної інформатики Університету Пенсільванії, Медична школа Перелмана. Однак існує можливість дещо покращити ситуацію, коли ці два потужні інтелекти об'єднаються.

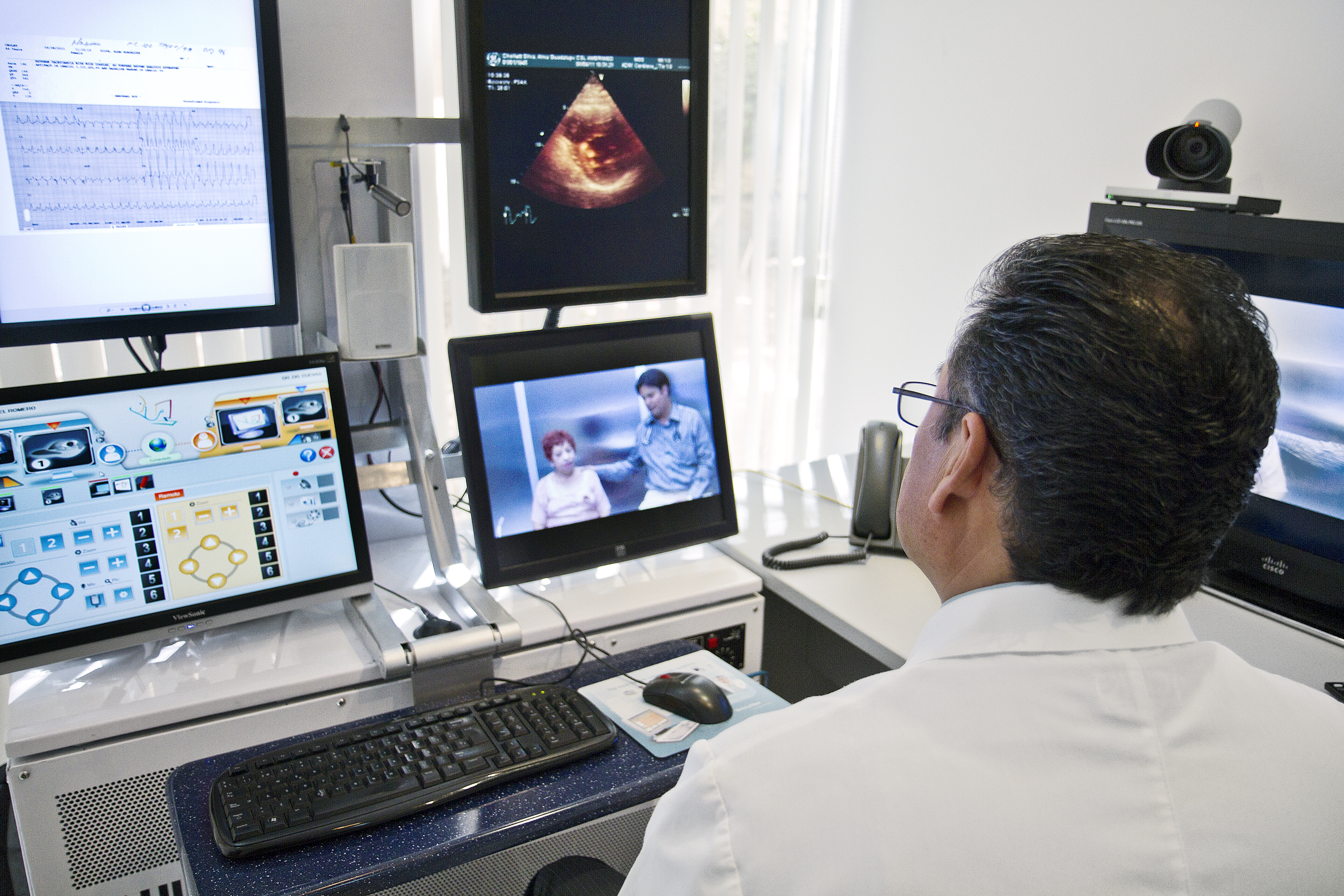
Доктор Хуан Мануель Ромеро, кардіолог лікарні в місті Сьюдад-Обрегон, Сонора, Мексика, проводить попередні консультації з Альмою Гвадалупе Ксолетхілва та її лікарем Едгаром Куевасом, що знаходиться в 400 милях від міста Ла-Пас, Нижня Каліфорнія.

«Протягом останніх кількох десятиліть досягнення цифрового охорони здоров'я та інформаційних технологій забезпечили медичне обслуговування пацієнтів повсюдно зручним та надійним способом. Наприклад, хірург тепер може проводити хірургічну операцію далеко від операційного залу, тоді як студенти-медики можуть неодноразово практикувати свої хірургічні навички без ризику завдати шкоди реальним пацієнтам за допомогою доповненої реальності (AR) та віртуальної реальності (VR), а також фізіотерапевт може контролювати хід післяопераційної реабілітації в будь-який час і в будь-якому місці. Технології не лише допомагають медичним працівникам та пацієнтам, які отримують лікування, цілком здорові люди можуть також скористатися широким спектром загальних рішень для моніторингу здоров'я, які забезпечують підтримку оптимального стану здоров'я та виявлення будь-якої аномалії на ранніх стадіях за допомогою профілактичної допомоги».
Відомий лікар-автор Боб Вахтер захоплює читача в захоплюючу подорож відкриття через зароджується цифровий світ медицини. Він показує нам, що не тільки технологія, але і те, як ми з нею справляємося, визначає, чи буде комп'ютеризація медицини на благо чи на шкоду. І він нагадує нам, що обіцянка технології в охороні здоров'я буде реалізовано тільки в тому випадку, якщо вона доповнить, але не замінить людську дотик. (digital Doctor)

### Як Гугл змінює наш мозок
Цей заголовок майже дублює назву статті в журналі Scientific American, вказуючи на надзвичайно важливий аспект інформаційної екології. Досить часто дискусії з цього питання мають форму генерації гіпотез, однак уже накопичено достатньо емпіричного матеріалу, щоб стверджувати наявність суттєвого впливу діяльності, пов'язаної з використанням Інтернет, на когнітивну діяльність людини. Серед сфер активності людини, що зазнають серйозного впливу Інтернет можна вказати;
- здатність виділяти предмет (ідею) для уважного аналізу, оскільки постійно зростаючий потік інформації стимулює розпорошення уваги на декілька джерел, заважаючи стійкій концентрації.[25]
- функціонування пам'яті, оскільки онлайн джерела інформації змінюють способи одержання, зберігання та ціннісного сприйняття знань.

«Прагнення створити «глобальний мозок» виникло задовго до появи Інтернету. «Енциклопедичний імпульс», бажання зібрати всю світову інформацію і зробити її легко доступною, пояснює розвиток університетів, бібліотек та енциклопедій. Інтернет як форма зовнішньої електронної пам'яті є виразом цього енциклопедичного імпульсу, створення енциклопедії, яка має бути такою ж великою, як будь-яка коли-небудь створена бібліотека, і так само доступною і портативної, як будь-яка книга.»
. Системні експерименти стосовно роботи пам'яті людини з комп'ютером, проведені психологами, проведені психологами, дали достатні підстави для важливих практичних висновків. «Ми стали симбіотичними з нашими комп'ютерними засобами, переростаючи в системи, які пам'ятають менше, знаючи інформацію, ніж знаючи де інформацію можна знайти…. Переживання від втрати Інтернет стає все більш схожим на втрату друга. Ми повинні залишатися підключеними до мережі, щоб знати, що знає Google».
- соціальне життя, оскільки з використанням можливостей Інтернет створено багато різних соціальних мереж, що об'єднують зараз мільйони людей.

(Див Соціальна мережа, Соціальна мережа (Інтернет)). Велика кількість конкретних досліджень підтверджують висновок про те, що в умовах широкого їх використання інформаційні технології суттєво підсилюють відокремленість людей одне від одного. «Це робить легшим, ніж будь-коли, вважати, що люди — це суворі, самотні маленькі кульки ізольованої свідомості».
- інтелектуальна діяльність в цілому, оскільки розвиток інформаційних технологій забезпечив створення інтелектуального «партнера» для людини- штучний інтелект. Досить швидко зростає кількість інтелектуальних задач, з вирішенням яких штучний партнер справляється краще ніж людина. Широко ведуться дискусії відносно результатів змагання штучного та людського інтелекту з різними прогнозами[29]

В сучасних умовах широкого використання мобільних засобів зв'язку Інтернет перетворився на сховище знань, які «завжди з тобою». І коли людина стикається з питанням, на яке не знає відповіді, відразу згадує про все знаючого друга, здатного надати відповідь після декількох натисків символів на екрані, чи, навіть, після голосового запиту. За зручністю і швидкістю такий метод значно перевершує інші, такі, як звернення до друзів, чи візит до бібліотеки. Експерименти зі студентами Гарвардського університету проілюстрували важливий психологічний феномен. Використання можливостей інтернет при відповіді на питання підвищує самооцінку когнітивних здібностей відповідача. Використання Інтернет дає людям відчуття, що він став частиною їхнього власного когнітивного інструментарію.
- Негативні наслідки широкого використання Інтернет

В кінці минулого століття психологи звернули увагу на можливість виникнення специфічної залежності людини від інтернет, як нової психологічної патології наркотичного типу. Узагальнення даних дослідження цієї проблеми в країнах Європи за період з 2013 по 2018 роки представлено в звіті Європейського парламенту. В звіті розглянуто наукові факти впливу використання Інтернет на здоров'я людей, накопичені в Європейському просторі за період з 2013 по 2018 роки. Було виділено три типи залежності: узагальнена залежність (використання всіх можливостей Інтернет), онлайн-ігрова залежність та залежність від Інтернет азартних ігор. Найпоширенішою є онлайн-ігрова залежність. В США саме така залежність, як можлива психічна хвороба включена до Діагностичного та статистичного посібника.
Змістовний аналіз проблеми Інтернет залежності в Україні представлено в статті Тетяни Мацьоки Інтернет- залежність української молоді. Сучасний стан проблеми(https://commons.com.ua/uk/internet-zalezhnist/ [Архівовано 1 березня 2021 у Wayback Machine.]). На відміну від Звіту Європейського парламенту автор виділяє п'ять типів залежності, виділяючи кіберкомутативну залежність, що пов'язана зі спілкуванням в соціальних мережах. В статті приведено цікаві данні про прояви інтернет залежності в Японії. (Див.Інтернет-залежність)
Загальний аналіз проблематики, пов'язаної з медичними аспектами широкого використання Інтернет представлено в узагальнюючій роботі авторського колективу з 25 представників різних країн Європи і Північної Америки за участю Європейської асоціації по забезпеченню кооперації в галузі науки і технології (https://www.cost.eu/ [Архівовано 22 березня 2021 у Wayback Machine.]). В ній визначено 9 напрямків досліджень, спрямованих на вивчення впливу Інтернет, визначення характеристик специфічних захворювань, профілактику та лікування захворювань, пов'язаних з використанням Інтернет:
1. Основана на консенсусі концептуалізація Проблемного Використання Інтернет (ПВІ)[Problematic Usage of the Internet](з урахуванням основних фенотипів, специфікаторів, наявності двох і більше захворювань у пацієнта, механізмів роботи мозку).
2. Інструменти оцінки, що відповідають віку та культурі пацієнта, для профілактичних обстежень, діагностики та оцінки тяжкості різних форм (ПВІ).
3. Оцінка впливу різних форм (ПВІ) на здоров'я та якість життя.
4. Визначення клінічних курсів для різних форм (ПВІ).
5. Усунення перешкод для своєчасного розпізнавання та втручання.
6. Уточнення роді генетичних факторів та інших особливостей особи при різних формах (ПВІ).
7. Розгляд впливу соціальних факторів на розвиток (ПВІ).
8. Розробка та підтвердження ефективного втручання як для запобігання (ПВІ) так і для лікування різних його форм.
9. Визначення біомаркерів, включаючи цифрові маркери, для поліпшення процедур раннього виявлення та втручання (ПВІ).

### Міжнародні відносини
«Мій Боже, це кінець дипломатії» — так описують реакцію англійського дипломата лорда Пальмерстоуна при одержанні першого телеграфного повідомлення. Він побачив серйозну загрозу для нормальної дипломатичної роботи, що вимагала неспішного обдумування та спілкування, в самій можливості швидкого поширення інформації. Це сталося в середині XIX століття. Технологічні зміни останніх декількох десятиліть в інформаційній сфері суттєво змінили дипломатію. Будь яка інформація, що має суспільний інтерес, миттєво передається в усі куточки світу. Суспільство, і, особливо, кореспонденти очікують на швидку реакцію політиків. Часто виникають ситуації, коли політична оцінка інформації відбувається без ґрунтовного її аналізу. Особливо важливою стає здатність «дипломатично висловитися», залишаючи потенційну можливість для подальшого уточнення оцінки. В той же час, можливість миттєвого зв'язку між дипломатичними відомствами є певним запобіжним фактором від прийняття сумнівних рішень в питаннях, що стосуються міжнародної безпеки.
Зокрема, прийняттяцифрової дипломатії, яка пов'язана з широким використанням соціальних медіа в дипломатичних цілях, може змінити практику участі дипломатів в управлінні інформацією, публічній дипломатії, стратегічному плануванні, міжнародних переговорах або навіть кризі управління. Незважаючи на обіцянки, які цифрова дипломатія пропонує для ведення міжнародних відносин, однак з аналітичної точки зору мало що відомо, як працює цифрова дипломатія, з яким ступенем успіху і в чому полягають її обмеження.
Піпченко Н. О. Вплив цифрової нерівності на розвитку е-демократії у країнах ЄС / Н. О. Піпченко // Актуальні проблеми міжнародних відносин. — 2011. — Вип. 96(2). — С. 81-88. — Режим доступу: http://nbuv.gov.ua/UJRN/apmv_2011_96(2)__15.

### Кіберзлочинність
Кіберзлочинність це кримінальна діяльність окремих осіб або організованих груп з використанням комп'ютерів та комп'ютерних мереж. Така діяльність може бути спрямована на окрему персону, компанію та навіть ціла к5раїна, коли діяльність організованих груп кіберзлочинців може загрожувати національній безпеці. Показники економічних втрат від кіберзлочинів досягають значних величин s стрімко зростають. За даними звіту втрати світової економіки зростають з року в рік. За мінімальними оцінками автора звіту втрати зросли з 345 мільярдів доларів в 2014 році до 445 мільярдів в 2016 році. Див. також Інформаційні злочини.
Сьогоднішній Інтернет — це справді трансформаційний інструмент спілкування та навчання, який щодня радикально збагачує життя мільярдів людей. Проте ще ніколи в історії Інтернету це середовище не було настільки багате пастками та команд, які прагнуть збити з толку необережних. Можливо, ви не розумієте цінності свого комп'ютера, підключення до Інтернету, вхідної пошти чи цифрових файлів, але я гарантую вам, що це роблять погані хлопці, і вони вже цілком вміють витягувати повну вартість з цих цифрових активів
«Розслідування показують, що ті, хто поширює дезінформацію, що підриває впровадження вакцин проти COVID-19, добре фінансуються, визначаються та дисциплінуються, зазначає Імран Ахмед, який очолює Центр протидії цифровій ненависті у Вашингтоні. На противагу їхній діяльності, стверджує він, ми повинні розуміти їх як галузь, яка активно працює над тим, щоб сіяти сумніви щодо смертельності COVID-19, вакцин та чесності медичних працівників»..
Насправді можна стверджувати, що, на відміну від більшості інших злочинів, кіберзлочинність не є реальною для почуттів. Ви не можете бачити, чути, нюхати, відчувати чи торкатися. Більш конкретно, кіберзлочинність, здебільшого, невидима. Коли відбувається пограбування, хтось бачить правопорушення. Коли відбувається напад, хтось відчуває образу. Коли відбувається підпал, хтось, ймовірно, відчуває запах диму від вогню. Коли відбувається публічна сутичка або суперечка, хтось чує злочин. Безумовно, жертви кіберзлочинів відчувають досвід віктимізації; вони просто не обов'язково відчувають це в той момент, коли був скоєний злочин. Досить сказати, що невидимість кіберзлочинності ускладнює визначення. Ніхто не каже, що вони знають кіберзлочинність, коли бачать їх. Як зазначає один автор, у кіберзлочинах «об'єктом крадіжки [є] електрони, біти та байти» (Goodman 2010, p. 316)
Іншим відмітним фактором, який ускладнює визначення кіберзлочинності, є створення нової форми простору — кіберпростору. Не зважайте на той факт, що визначити кіберпростір так само важко, як і кіберзлочинність. Кіберпростір — це, по суті, цифровий світ або шляхи, що використовуються електронами та бітами для передачі інформації від нашого
клавіатури в інше місце.

### Військова справа
Сьогодні дискусії відносно воєн та їх ролі в історії людства ведуться виходячи з двох полярних позицій. З одного боку війна — це схильність до усунення потенційних конкурентів. За цим сценарієм люди, аж до наших спільних предків із шимпанзе, завжди вели війну. Прихильники іншої позиції стверджують, що збройний конфлікт виник лише за останні тисячоліття, оскільки зміна соціальних умов забезпечила мотивацію та організацію для масового вбивства.». Автор цієї публікації є прихильником другої із вказаних позицій. Інша точка зору, згідно якої «людина народжується зі зброєю», успадкувавши сприйняття війни від попередників, що населяли Землю «до того, як Homo Sapience з'явився на ній» 

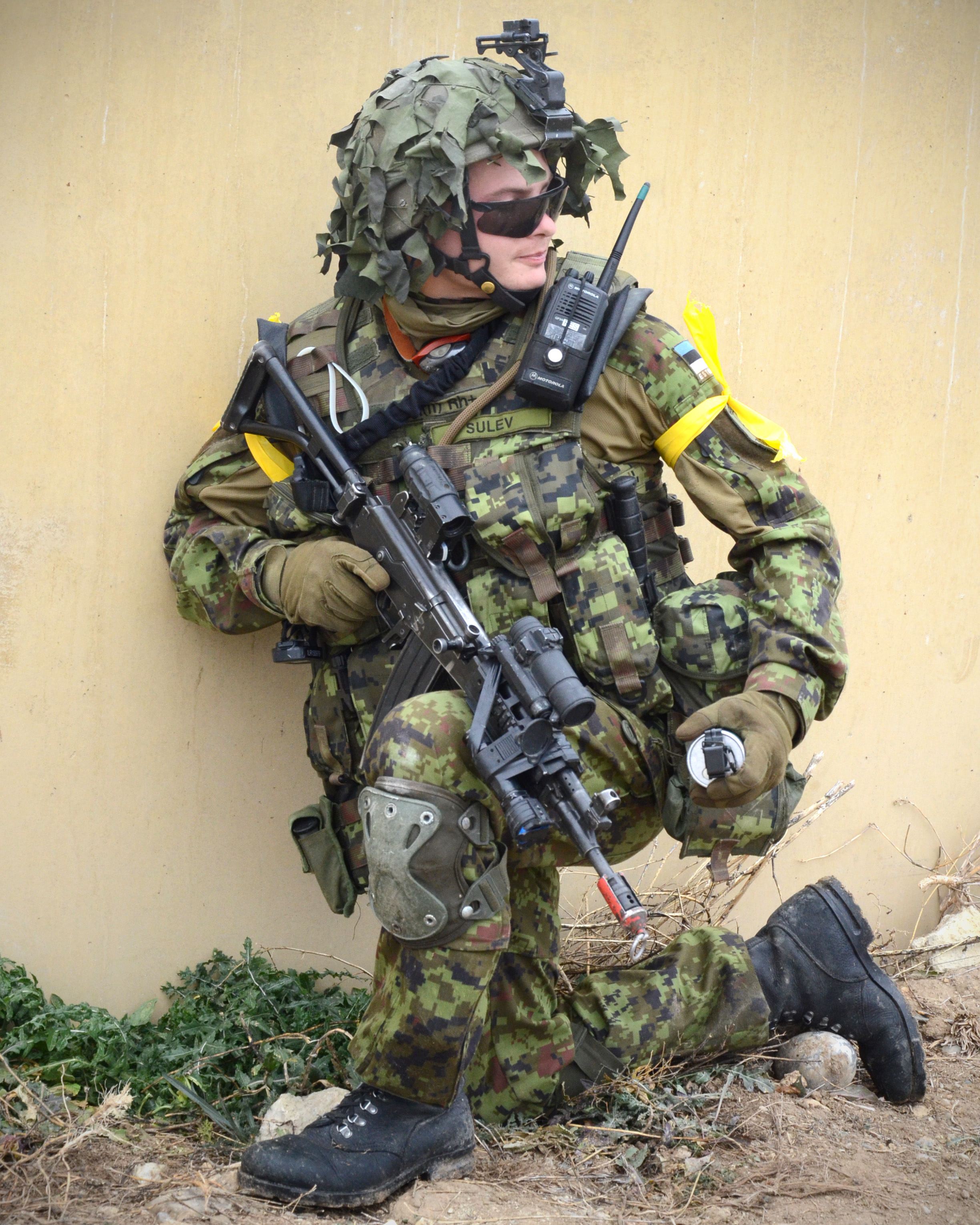
Типове спорядження солдата армії країни НАТО.

Розвиток інформаційних технологій суттєво вплинув на військову справу. Суттєві зміни відбулися в стратегії, тактиці військових дій, створено нові системи озброєнь. В термінології для опису воєнних дій використовується термін «Простір битви» замість традиційного «Поле бою», що підкреслює той факт, що боротьба ведеться не лише на фізичному театрі військових дій, але і в інформаційному просторі (в кіберпросторі). надзвичайно важливим є ефективне використання космічного простору, що підкреслюється спеціальним терміном «Освітлення космічного простору». Важливим фактором про плануванні та оцінці перспективи воєнних дій, ефективного використання військових формувань є досягнення «інформаційної переваги». З новими технологіями на озброєнні солдата з'явилися нові типи переносної зброї та обладнання, включаючи прилади нічного бачення та акустичні прилади для визначення напрямків на джерело звуку при пострілі. На рисунку подано зображення легко озброєного піхотинця. Одним із основних елементів його є засіб постійного ефективного зв'язку, що є елементом забезпечення інформаційної переваги.
Революційні зміни в ведення бойових дій вносить використання технічних засобів, що реалізують досягнення інформаційних технологій в галузі штучного інтелекту. (див. Бойовий робот)Вже створено та використовується в арміях різних країн роботехнічні засоби, що діють на суші, в морі та в повітрі. Особливо широко використовуються безпілотні літальні апарати-- Дрони. На сьогодні більшість робототехнічних засобів діють під контролем людини- оператора. Але все більше уваги приділяється створенню роботів, що здатні навчатися і приймати самостійні рішення. Такі роботи ведуться в атмосфері інтенсивних дискусій стосовно етичної проблеми — чи можна надавати летальну зброю машинам, які не контролюються людиною.
В зв'язку з формуванням інформаційного суспільства і, відповідно, формуванням нової системи цінностей людством, серйозному аналізу підлягає питання про економічну доцільність війни в сучасних умовах. В рамках загального аналізу проблем розвитку людського суспільства в 21 столітті в роботі
(Лекція № 11) викладено досить обгрунтовану позицію відносно недоцільності воєн. Але враховуючи історію людського суспільства автор приходить до висновку «З іншого боку, було б наївно вважати, що війна неможлива. Навіть якщо війна катастрофічна для всіх, ні бог і ні закон природи не захищають нас від людської дурості. Одним з можливих засобів проти людської дурості є доза смирення. Національна, релігійна та культурна напруженість виникає через перебільшене відчуття того, що моя нація, моя релігія та моя культура є найважливішими у світі — отже, мої інтереси повинні передувати інтересам когось іншого або людства в цілому. Як зробити нації, релігії та культури дещо реалістичнішими та скромнішими щодо свого справжнього місця у світі? «

### Інформаційна етика
Широке використання комп'ютерів та швидкісних комунікаційних мереж сприяло вирішенню багатьох суспільно значимих задач. При цьому встановлено, що ефективне використання інформаційних технологій потребує вирішення, крім інших, і ряду нових етичних проблем. Сформувався окремий напрямок в рамках прикладної етики — інформаційна етика. Комп'ютерна етика — це вивчення етичних питань, порушених обчислювальними технологіями, часто новими способами. Більша частина перших робіт була зосереджена на обчислювальній професії, але з часом соціальні аспекти вийшли на перший план. Як і в інших сферах прикладної етики, використання комп'ютерних технологій та їх вплив на суспільство та людей є першорядними. Цей реактивний підхід доповнюється ініціативною спробою зрозуміти потенціал нових розробок та введенням в них певних цінностей, щоб максимізувати вигоди та мінімізувати ризики. Загальні теми — це професійна відповідальність, конфіденційність та інтелектуальна власність. Нещодавно, коли програми штучного інтелекту стають все більш помітними, використання роботів для догляду за хворими та літніми людьми, автономної зброї, автомобілів без водіїв та інших питань щодо прийняття нелюдських рішень набуває важливого значення. Тематика галузі постійно розширюється з розвитком технологій
Почепцов Г., Інформаційна війна і етика (https://ms.detector.media/print/5450/)

### Інформаційні війни
Друга половина 20 століття в історії людства суттєво пов'язана з жорстким протистоянням двох геополітичних об'єднань держав, очолюваних Радянським Союзом і Сполученими штатами Америки. Це протистояння одержало назву холодна війна, що вказує на відсутність прямих військових зіткнень між учасниками двох блоків. В рамках холодної війни значна увага приділялася і пропагандистській складовій, коли різні засоби інформації використовувались для впливу на настрій, оцінки подій та ідеологію населення ворогуючих країн. Особливу роль відігравали такі спеціалізовані засоби інформації як радіо «Свобода», «Голос Америки», «Вільна Європа». Цю складову холодної вони зараз ідентифікують як інформаційну війну. Сам факт розвалу Радянського Союзу трактується як завершення холодної війни. Однак, фактично вона продовжуються в формі інформаційної віни. Автор цитованої книги стверджує, що друга світова інформаційна війна почалася на початку 21 століття і «Буде продовжуватися до тих пір, поки не переможе Євразійська ідея на чолі з незалежною Росією». Публікації російських авторів, що стосуються проблем інформаційної війни вказують на одну специфічну особливість її. Така війна може вестися і ведеться не лише проти зовнішнього ворога, а і проти спільноти людей з іншою точкою зору в середині своєї країни. По суті мова йде про громадянську інформаційну війну. Автор книги про першу світову інформаційну війну з захватом описує свій визначальний внесок у перемогу в ко6нфлікті в Башкирії. Ця особливість використання засобів інформаційної війни в Росії детально аналізується в роботі. Важливою особливістю прийомів інформаційної війни є широке використання тверджень, які не підкріплюються конкретними фактами, і є лише точкою зору автора. Різні форми внутрішніх протестів, зібрання, що не схвалюють дії уряду, оголошуються ініційованими і оплаченими інформаційним ворогом. Це, особливо, стосується Помаранчевої революції та Революції гідності. Це надзвичайно поширена сучасна практика, використання якої зумовило появу ще однієї характерної назви для нашого часу. Поряд з назвами «інформаційна епоха», «епоха знань», та ін. з'явилася назва «епоха постправди». Саме в таких умовах, коли істина, наукове обґрунтування стають не важливими формується атмосфера інформаційної війни, де реалізується стара істина — на війні всі засоби дозволені.
Загально прийнятного термінологічного визначення інформаційної війни не існує, але аналіз конкретних подій та пошук загальних характеристик явища мають надзвичайно багату літературу,.

### Смартфон
Як член ради директорів Apple, я добре знав, що вплив iPhone буде значним, але мало хто з нас очікував, що революція в смартфонах розгорнеться так швидко, як це було. Частково в результаті приголомшливого поширення смартфонів у всьому світі кількість глобальних користувачів Інтернету за останнє десятиліття зросла більш ніж вдвічі, з менш ніж 1,5 мільярда до понад 3 мільярдів. А споживання мобільного Інтернету зараз є найшвидше зростаючою формою розповсюдження новин і контенту в усьому світі. (Al Gore)

### Соціальні медіа
Концепція соціальних мереж передує Інтернету та масовій комунікації, оскільки люди, як  соціальні істоти,  під час роботи в групах можуть досягати значно вищих результатів ніж працюючи окремо. Вибухове зростання використання соціальних медіа за останнє десятиліття зробило його одним із найпопулярніших Інтернет -сервісів у світі, відкривши нові можливості «бачити і бути побаченим». Використання соціальних медіа змінило ландшафт спілкування, що призвело до зміни етичних норм та поведінки. Безпрецедентний рівень зростання використання призвів до скорочення використання інших засобів масової інформації та змін у таких сферах, як громадянське та політичне залучення, конфіденційність та безпека. Alexa, компанія, яка відстежує трафік в Інтернеті, вказує, що станом на серпень 2019 року YouTube, Facebook та Twitter входять до чотирьох  найбільш відвідуваних веб -сайтів, де лише Google є найпопулярнішою пошуковою системою, перевершуючи ці соціальні мережі.
Сьогодні соціальні медіа виявилися  найефективнішим засобом поширення інформації  в різних аудиторіях. Сила цього засобу надзвичайна і коливається від його здатності повалити уряди, мобілізувати протести, допомогти у отриманні підтримки гуманітарної допомоги, організувати політичні кампанії, організувати групи для затримки прийняття законодавства.  Сприятливий характер та структура засобів масової інформації, які пропонують соціальні мережі, надають широкий спектр можливостей, які не існували до появи сучасних інформаційних технологій.  Сьогодні люди можуть спілкуватися з людьми та вчитися у людей за тисячі кілометрів. Глобальне охоплення цього середовища видалило всі попередньо визначені межі, включаючи географічні, соціальні та будь-які інші, що існували раніше. Технологічні досягнення надали нового сенсу життя з різних точок зору: політичного, інституційного та соціального..
Див. Соціальні медіа

### Блокчейн
Блокчейн відноситься до технології розподіленої книги, яка допомагає людям регулювати та керувати своєю інформацією без будь-яких посередників. Ця технологія постає як багато обіцяюча панацея для аутентифікації та авторизації з потенціалом для використання в усіх можливих сферах, включаючи фінансові, виробничі, освітні установи тощо. Блокчейн зародився при формуванні  концепції Bitcoin, цифрової криптовалюти Сатоші Накамото, яка називається Blockchain 1.0. Блокчейн 2.0 з'явився в 2014 році разом з Ethereum, другою за популярністю криптовалютою після Bitcoin,  і смарт-контрактами. Такі проблеми, як масштабованість, сумісність, стійкість та управління, призвели до появи наступного покоління Blockchain, також званого IOTA, який використовує криптовалют MIOTA  для Інтернету речей. Ця революційна технологія  розвивалася, щоб забезпечити міжланцюгову підтримку та більшу безпеку завдяки Blockchain 4.0.
Див. Блокчейн.